# Caenonomada labrata
Caenonomada labrata là một loài Hymenoptera trong họ Apidae. Loài này được Zanella mô tả khoa học năm 2002.